# Монс (футбольний клуб)
Р. А. Е. К. Монс (фр. Royal Albert-Elizabeth Club de Mons) — бельгійський професійний футбольний клуб з міста Монс. Після дворічного перебування в другому дивізіоні чемпіонату Бельгії (Ліга Екскі), в сезоні 2010/11 років команда знову повернулася до вищого дивізіону бельгійського чемпіонату. За підсумками сезону 2013/14 років команда фінішувала останньою в турнірній таблиці та покинула чемпіонат. Фламандськомовна преса часто називає клуб «Берген», як фламандський аналог назви «Монс».
16 лютого 2015 року було оголошено про банкрутство клубу. А 18 травня 2015 року було оголошено, що до Роял Уніон Спортів Женлі-Куві перейде у власність стадіон, після чого він буде перейменований в Роял Альбер Куві-Монс.

## Досягнення
- Другий дивізіон чемпіонату Бельгії:
  -  Чемпіон (1): 2005/06

- Фінальний раунд другого дивізіону чемпіонату Бельгії:
  -  Чемпіон (2): 2001/02, 2010/11

- Третій дивізіон чемпіонату Бельгії:
  -  Чемпіон (3): 1948/49, 1984/85 (A); 1999/00 (B)

- Четвертий дивізіон чемпіонату Бельгії:
  -  Чемпіон (1): 1960/61

## Відомі тренери
| - Жуль Генрієт (1956–59) - Пітер Ван Ден Бош (1960–62) - П'єр Аннон (1973–75) - Тьєррі Пістер (30 червня 2000 – 30 листопада 2001) - Мішель Вінтак (2002 – квітень 2002) - Марк Гросжан (квітень 2002 – 31 серпня 2003) - Сержіо Бріо (2003 – 5 жовтня 2004) - Мішель Вінтак (в.о.) (5 жовтня 2004 – 11 жовтня 2004) - Джо Дарден (11 жовтня 2004 – 25 квітня 2005) - Мішель Вінтак (в.о.) (25 квітня 2005 – 6 червня 2005) - Жозе Ріга (6 червня 2005 – 28 січня 2008) | - Альбер Картьє (28 січня 2008 – 30 червня 2008) - Філіпп Сен-Жан (1 липня 2008 – 21 серпня 2008) - Тьєррі Пістер (21 серпня 2008 – 4 грудня 2008) - Руді Коссі (в.о.) (2008) - Крістоф Дессі (4 грудня 2008 – 30 червня 2009) - Руді Коссі (в.о.) (1 липня 2009 – 23 листопада 2009) - Герт Брокарт (1 липня 2009 – 24 січня 2011) - Денніс ван Вейк (25 січня 2011 – 27 лютого 2012) - Енцо Шифо (28 лютого 2012 – 26 вересня 2013) - Чедомир Яневський (27 вересня 2013—2014) - Дідьє Бугніє (2014—2015) |